# 蒙塔尼约
蒙塔尼约（法語：Montagnieu，法語發音：[mɔ̃taɲø]）是法国伊泽尔省的一个市镇，位于该省中北部偏西，属于拉图尔迪潘区。

## 地理
蒙塔尼约（45°31'27"N, 5°27'9"E）面积8.83 平方千米，位于法国奥弗涅-罗讷-阿尔卑斯大区伊泽尔省，该省份为法国东南部内陆省份，北起顺时针与安省、萨瓦省、上阿尔卑斯省、德龙省、阿尔代什省、卢瓦尔省和罗讷省。
与蒙塔尼约接壤的市镇（或旧市镇、城区）包括：托尔舍弗隆、谢略、杜瓦桑、圣布朗迪娜、圣迪迪耶德拉图尔。

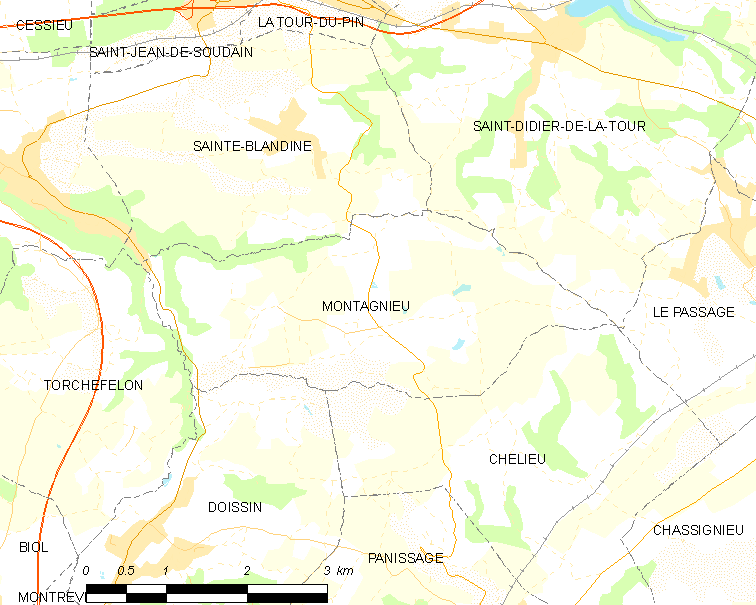
蒙塔尼约的OSM定位图

蒙塔尼约的时区为UTC+01:00、UTC+02:00（夏令时）。

## 行政
蒙塔尼约的邮政编码为38110，INSEE市镇编码为38246。

## 政治
蒙塔尼约所属的省级选区为拉图尔迪潘县。

## 人口

1962-2008年间蒙塔尼约人口变化图示

蒙塔尼约于2022年1月1日时的人口数量为1171人。